# Types de Ferroud
Types est une suite pour piano composée par Pierre-Octave Ferroud de  1922 à 1924, orchestrée en 1931. La partition pour piano est créée par Hélène Pignari, le 12 mars 1927. La partition pour orchestre est créée sous la direction de Charles Munch en 1936, année de la mort du compositeur.

## Composition et création
Pierre-Octave Ferroud compose sa suite pour piano Types du mois de mars 1922 à mai 1924. La partition, dédiée à différents pianistes et créée par Hélène Pignari, qui sera la dédicataire de sa Sonatine en 1928, est publiée en 1925 par les éditions Rouart-Lerolle.
La suite, orchestrée en 1931, conserve une partie de piano obligé. La création de Types pour orchestre a lieu en 1936 sous la direction de Charles Munch.

## Présentation
L'œuvre est en trois mouvements avec des citations littéraires en exergues :
1. « Vieux beau » — Très vif (environ  = 200) à 
 (avec de nombreux changements de mesure) — à Ennemond Trillat ;« Tenez, tous vos discours ne me touchent point l'âme :
Horace avec deux mots en ferait plus que vous. »
(Molière, L'École des femmes, acte V, scène 4, v. 1605-1606).
2. « Bourgeoise de qualité » — Mouvement de valse,à 
 — à Henri Gil-Marchex ;— « A-t-elle toujours l'air d'une belle armoire en cœur de noyer, pleine de linge et des plus solides parfums ?
— Mon Dieu, je ne vois pas… »
(Paul-Jean Toulet).
3. « Businessman » — Très vif, à 
 — à Henriette Faure.« L'argent est une troisième main » (Paul-Jean Toulet).

La durée d'exécution est d'environ onze minutes.

## Analyse
Guy Sacre voit dans Types « le chef-d'œuvre pianistique de Ferroud, trois morceaux inventifs, séduisants, dont le dernier atteint des sommets de virtuosité et peut rivaliser, à sa manière, et par des moyens tout différents, avec le Scarbo de Ravel ».

## Postérité
En 1930, René Dumesnil considère que les trois pièces de Types « conservent dans la caricature une ressemblance psychologique étonnante, et sont dessinées de main de maître. Il y a dans cette musique un comique dru et sain, qui plaît franchement — et il y a beaucoup d'adresse, cachée sous beaucoup d'art ».
Guy Sacre est désolé en songeant que « le destin aura été doublement cruel envers Ferroud : l'accident qui l'emporta à trente-six ans lui a coûté à la fois la vie et la survie. Les absents ont toujours tort. Son mince et pourtant précieux catalogue, quand il ne fut plus là pour le défendre, qui s'en soucia ? »
En 1987, Pierre-Octave Ferroud est absent du Guide de la musique de piano réalisé sous la direction de François-René Tranchefort.

## Discographie

### pour piano
- Aline Piboule — Clair de lune au large (extrait du Chant de la mer) de Gustave Samazeuilh, Clairs de lune d'Abel Decaux, Types de Pierre-Octave Ferroud et Sillages... de Louis Aubert, Printemps des arts de Monte-Carlo, 2021[9].

### pour orchestre
- Emmanuel Krivine, Orchestre national de Lyon — Symphonie en La, Types, Foules et Sérénade de Pierre-Octave Ferroud (Auvidis Valois V 4810, 1998).